# Bitwa pod Radoszewicami i Kiełczygłowem
Bitwa pod Radoszewicami i Kiełczygłowem – potyczka stoczona 27 marca 1863 roku pomiędzy powstańcami styczniowymi z oddziału  pułkownika Teodora Cieszkowskiego a wojskami rosyjskimi pod dowództwem majora Pisanko.

## Przebieg bitwy
27 marca 1863 roku około godziny 5:00 przybył do Radoszewic powstańczy oddział płk. Teodora Cieszkowskiego. Zmęczeni forsownym nocnym marszem żołnierze zostali rozlokowani na kwaterach. Miejscowy dziedzic Ludwik Niemojowski – znany etnograf i dramaturg – był związany z ruchem patriotyczno-niepodległościowym i sprzyjał powstańcom. Był to drugi pobyt Cieszkowskiego w radoszewickim dworze; stąd 14 marca wyruszył na czele 20-osobowego oddziału do Radomska, gdzie rozbroił 8 piechurów, zabrał kasę rządową (6000 rubli srebrnych) i kilka koni. Ścigany przez rosyjskie wojska z garnizonów w Piotrkowie i Częstochowie przekroczył Wartę paląc za sobą mosty w Działoszynie i Lisowicach. W międzyczasie jego oddział rozrósł się; 27 marca liczył ponad 500 żołnierzy, w tym 100 kawalerzystów.
Około godziny 10 do Radoszewic wkroczyła rosyjska grupa pościgowa majora Pisanki – dwie kompanie piechoty (400 ludzi) i sotnia kozaków. Powstańcy, mimo zaskoczenia, stawili zaciekły opór. W pierwszej fazie bitwy szczególnie zasłużyli się strzelcy pod dowództwem kapitana Teofila Skalskiego; ich skuteczny ogień uratował oddział przed rozbiciem i klęską oraz zmusił Pisankę do wezwania posiłków z Wielunia. Dużego rozgłosu nabrał bohaterski czyn  Niemojowskiej, która uratowała sztandar powstańczy wyrywając go z rąk śmiertelnie rannego kosyniera.
Polacy wycofywali się w kierunku  Kiełczygłowa w sposób zorganizowany, cały czas ostrzeliwując nieprzyjaciela. Walka trwała około cztery i pół godziny. W końcowej fazie starcia Cieszkowski przegrupował oddział i wyprowadził kontratak wypierając Rosjan w kierunku mokradeł pod Rząśnią. Bitwę prawdopodobnie przerwały zapadające ciemności. Powstańcy wycofali się pod Kamyk.
Rosjanie przedstawiali bitwę jako swój sukces. Pisanko twierdził, że rozbił i rozproszył oddział Cieszkowskiego. Wyolbrzymiano straty powstańców. Prorządowy Dziennik Powszechny donosił:
Oprócz znacznej liczby ranionych i ujętych buntownicy zostawili na placu boju 120 ludzi. (…) Wojsko  nie poniosło żadnej starty ani w zabitych ani w ranionych.
Nie potwierdzają tego polskie ani rosyjskie źródła. W piśmie naczelnika wieluńskiej żandarmerii do proboszcza parafii Osjaków wzywa się go do pochowania 9 poległych w bitwie pod Radoszewicami, bez żadnych ceremonii i mów pogrzebowych, pod groźbą pociągnięcia do odpowiedzialności karnej. W innym dokumencie wymienieni są ranni w walce powstańcy, wzięci do niewoli w dworze Niemojowskich; byli to:
Józef Kornacki z Piotrkowa, Antoni Wiśniewski ze wsi Gidel, Wojciech Paliński z Piotrkowa, Tomasz Lewandowski z Warszawy, Józef Cichocki z Warszawy, Franciszek  Grzyngalski z miasta Wielunia, Tomasz Lesiński z miasta Kłobucka i Ludwik Sikorski ze wsi Brudzice.
Płk Teodor Cieszkowski w raporcie z bitwy napisał natomiast:
29 marca z obozu pod Kamykiem.
Dnia 27 marca stoczyłem bitwę pod Radoszewicami z majorem Pisanko, co dwoma rotami piechoty i sotnią kozaków dowodził. Bój trwał półczwartej godziny. Z pod Kiełczygłów Moskwę dopiero cofnąłem, prąc ją ku Rząśni na błota. 28 trupów i trzy fury rannych zostawiła na placu. Z naszej strony 8 zabitych i 9 rannych. Strzelcy nasi pod dowództwem kapitana Skalskiego wygraną naszą zdecydowali. Bohaterką dnia tego pani Niemojowska co od zabitego kosyniera sztandar nasz uratowała.
Pułkownik T.Cieszkowski